# ناتسویل (کنتاکی)
ناتسویل (به انگلیسی: Knottsville) یک منطقهٔ مسکونی در ایالات متحده آمریکا است که در شهرستان دیویس، کنتاکی واقع شده‌است. ناتسویل ۶٬۲۷۰ نفر جمعیت دارد و ۱۷۳٫۱۳ متر بالاتر از سطح دریا واقع شده‌است.